# ژاک سرنا
ژاک سرنا (لیتوانیایی: Jokūbas Bernardas Šernas؛ ‏ ۳۰ ژوئیهٔ ۱۹۲۵ – ۳ ژوئیهٔ ۲۰۱۵) بازیگر اهل فرانسه بود. وی بین سال‌های ۱۹۴۷ تا ۲۰۰۸ میلادی فعالیت می‌کرد.
از فیلم‌ها یا برنامه‌های تلویزیونی که وی در آن نقش داشته است، می‌توان به پوست، خسیس، پاپ ژان پل یکم: لبخند پروردگار، ارادهٔ آنا، زندگی شیرین، ۵۵ روز در پکن، بازی کثیف، هلن، برده، لا مادالنا، الهه عشق و آسیاب رودخانه پو اشاره کرد.